# 선진 프로그램 간 통신
선진 프로그램 간 통신(Advanced Program-to-Program Communication, APPC)은 컴퓨터 프로그램이 네트워크 위에 통신하기 위해 사용할 수 있는 IBM 프로토콜이다. "확장 프로그램 간 통신"으로 번역하기도 하며, LU 6.2, 유형 2.1 아키텍처로도 알려져 있다. APPC는 OSI 모델의 애플리케이션 계층에 있다.
APPC는 AS/400, OS/2, AIX와 같은 IBM 운영 체제로 제한된다. 마이크로소프트는 또한 마이크로소프트 윈도우 서버 에디션에서 SNA 지원을 포함하고 있다. 주요 IBM 소프트웨어 제품들은 CICS, DB2, CIM, MVS를 포함하여, APPC에 대한 지원을 포함하고 있다.
두 개의 통신 파트너가 언제나 완전한 역할(한 쪽은 무조건 서버, 다른 한 쪽은 언제나 클라이언트)을 가지는 TCP/IP나 기존의 계층적 구조의 SNA 접근과는 달리, APPC의 통신 파트너들은 동등하다(둘 다 서버와 클라이언트가 될 수 있다). 이를 P2P 네트워크라고 하며, 이러한 기능을 지원하기 위해 새로운 SNA의 일부로 SNA에 추가되었다.
TCP/IP의 성공으로 인해, APPC는 사용되지 않게 되었다.